# Síndrome de Waterhouse-Friderichsen
Se conoce con el nombre de síndrome de Waterhouse-Friderichsen o síndrome de Marchand-Waterhouse-Friderichsen a la necrosis hemorrágica suprarrenal masiva, causada por meningococemia fulminante. 
Se caracteriza por una diseminación superaguda del patógeno Neisseria meningitidis en sangre y en heces, hipotensión que puede derivar en shock séptico, coagulación intravascular diseminada (CID), púrpuras cutáneas, e insuficiencia suprarrenal aguda de rápida evolución asociada a hemorragia bilateral de las glándulas suprarrenales.
El síndrome fue descrito por el médico inglés Rupert Waterhouse y el médico danés Carl Friederichsen, quienes publicaron artículos científicos al comienzo del siglo veinte. Los síntomas ya habían sido descritos en 1894 por Arthur Francis Voelcker (1861-1946) y en 1901 por el dermatólogo Ernest Gordon Graham Little (1867-1950), sin embargo no fue aceptado por la comunidad médica como trastorno independiente hasta la descripción por Rupert Waterhouse. En 1918 el tema fue revisado extensamente por el pediatra danés Carl Friderichsen, siendo incluido a partir de entonces en los tratados de medicina. El síndrome requiere púrpura la gran mayoría de las veces y requiere meningococcemia, también la gran mayoría de las veces. Sin embargo ha habido necrosis hemorrágica suprarrenal con insuficiencia aguda, en casos de Haemophyllus influenzae sin que hubiera cuadro purpúrico.